# Custódia de Belém

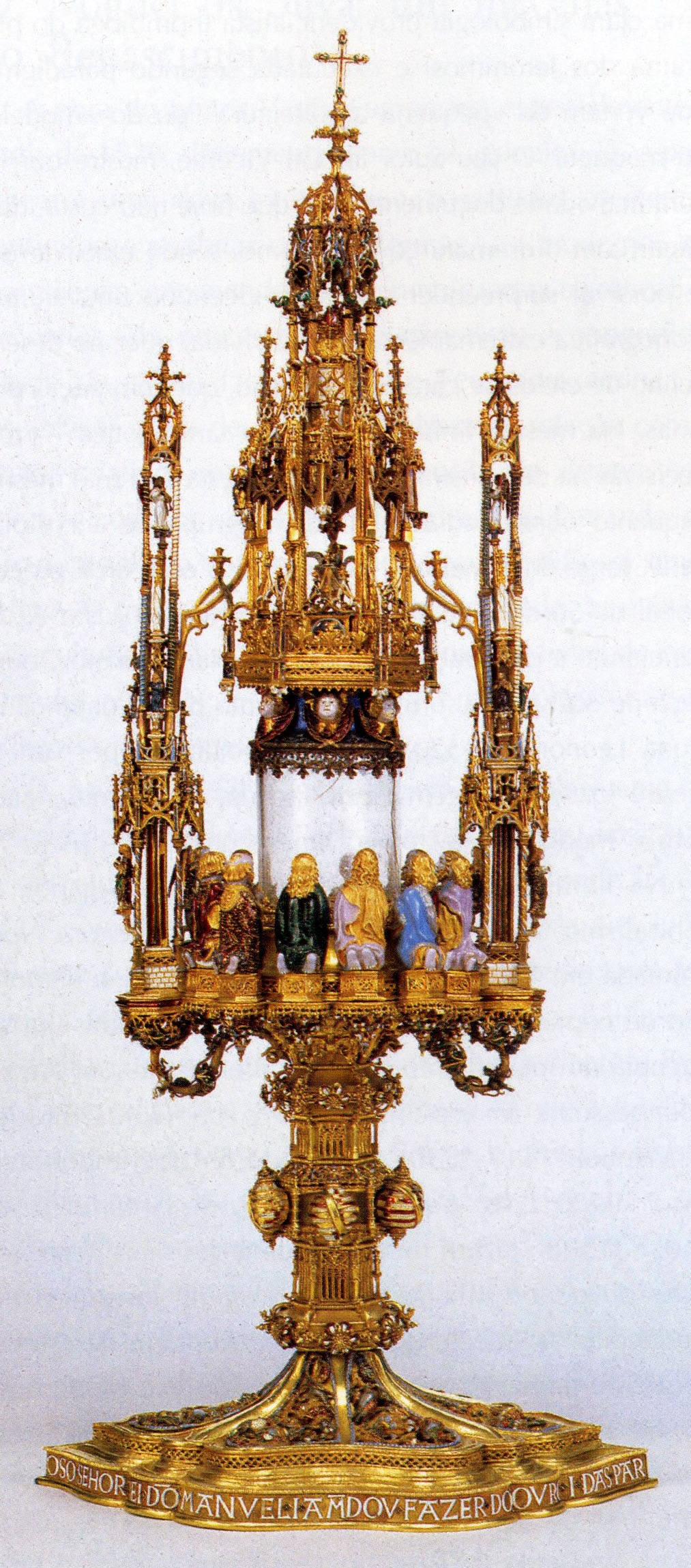
Custódia de Belém, cuja autoria é atribuída a Gil Vicente, 1506, Museu Nacional de Arte Antiga, Lisboa

A Custódia de Belém é um ostensório português de ouro e esmalte datado de 1506 cuja autoria é atribuída a Gil Vicente. Por vezes também denominada Custódia dos Jerónimos é considerada a obra-prima da ourivesaria portuguesa, foi encomendada pelo rei D. Manuel I de Portugal para a Capela Real. D. Manuel deixaria este tesouro em testamento ao Mosteiro dos Jerónimos, em Belém, que fundou e escolheu para seu enterramento, juntamente com uma cruz do mesmo ourives, perdida, e a hoje chamada Bíblia dos Jerónimos. A denominação comum da custódia deriva deste facto. De estilo gótico tardio, na sua manufactura foram utilizadas "1500 miticais de ouro" trazidas por Vasco da Gama no regresso da sua segunda viagem à Índia em 1502, enviadas como tributo pelo régulo de Quíloa (actual Kilwa Kisiwani, na Tanzânia), que assim reconhecia vassalagem ao rei de Portugal. Desde 1925 a Custódia de Belém está exposta no Museu Nacional de Arte Antiga, em Lisboa.
Os esmaltes abundantes são um dos elementos que conferem uma beleza especial à Custódia de Belém. A sua aplicação em ronde-bosse nas imagens é de um virtuosismo raríssimo, só observável nos melhores exemplos desta arte.
A peça é rematada pela Cruz Abaixo está Deus Pai, sentado num trono, coroado e vestindo pluvial. Numa mão segura o globo e com a outra faz o gesto da benção. Era rodeado por seis pequenas imagens de que só restam três profetas. Sobre o viril pende uma pomba, símbolo do Divino Espírito Santo. No centro, rodeando o viril de cristal onde era exibida a hóstia consagrada presa numa lúnula, estão as figuras adorantes dos Doze Apóstolos, todas diferenciadas. Uma Anunciação está representada entre os dois pilares da custódia, povoados de anjos músicos. A empresa de D. Manuel I, a esfera armilar, repete-se seis vezes em torno da haste. Na base encontram-se seis cartelas com animais e flores. Na ilharga lê-se a seguinte inscrição:
O. MVITO. ALTO. PRI(N)CIPE. E. PODEROSO. SE(N)HOR. REI. DÕ. MANVEL.I. A. MANDOV.FAZER. DO OVRO. I.DAS.PARIAS. DE. QVILOA. AQVABOV. E.CCCCCVI
(O muito alto príncipe e poderoso senhor rei D. Manuel I a mandou fazer do ouro das párias de Quíloa. Acabou em 1506)
A Custódia de Belém foi tomada como saque pelas tropas francesas durante a Guerra Peninsular, sendo levada para França, sendo devolvida após o termo da guerra. Consta que foi enviada para a Casa da Moeda, aparentemente para fusão, destino do qual foi resgatada pela intervenção de D. Fernando de Saxe-Coburgo-Gotha, rei consorte de Portugal pelo seu casamento com a rainha D. Maria II de Portugal.

## Galeria

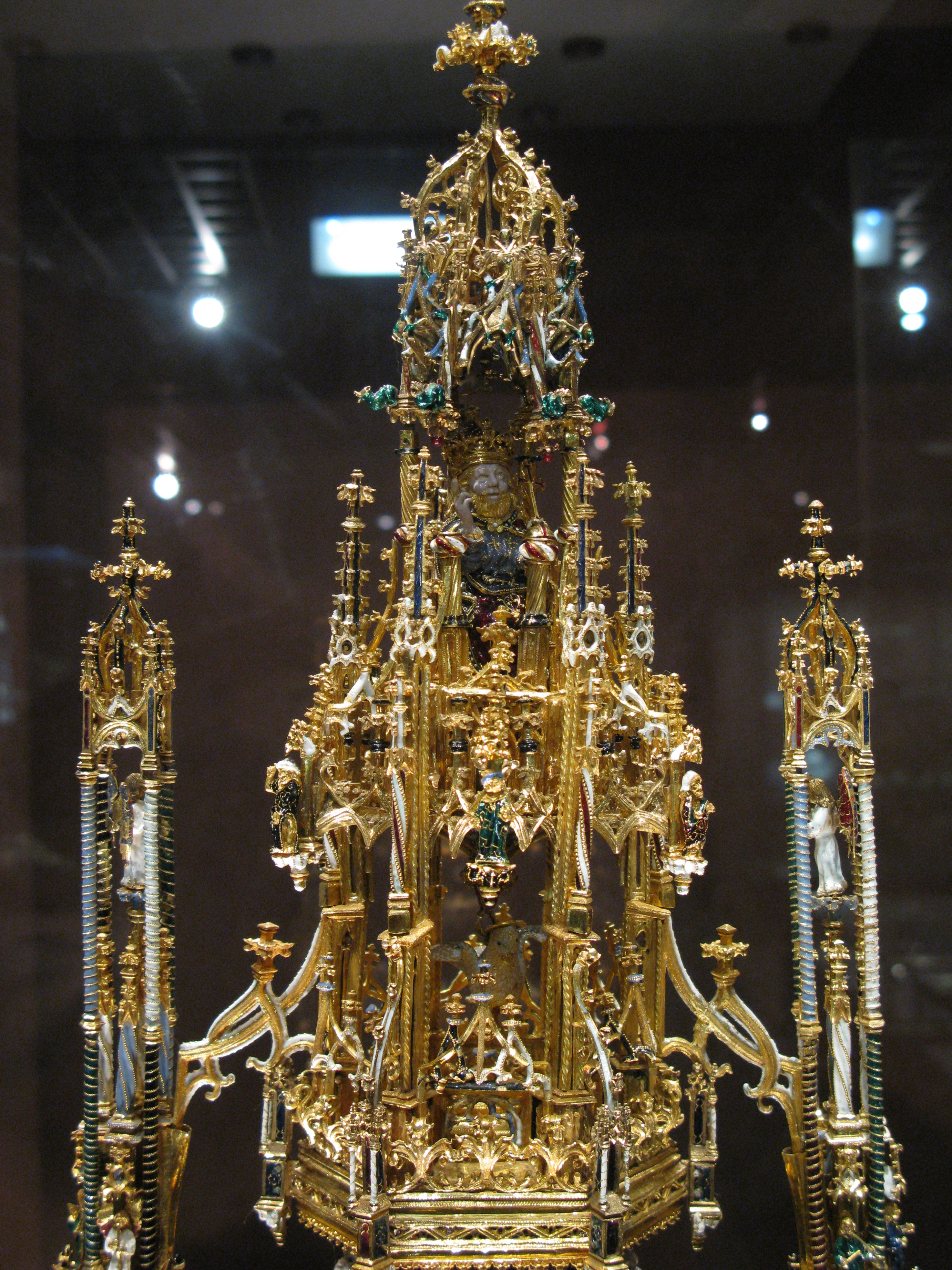
Plano aproximado onde se vê Deus Pai
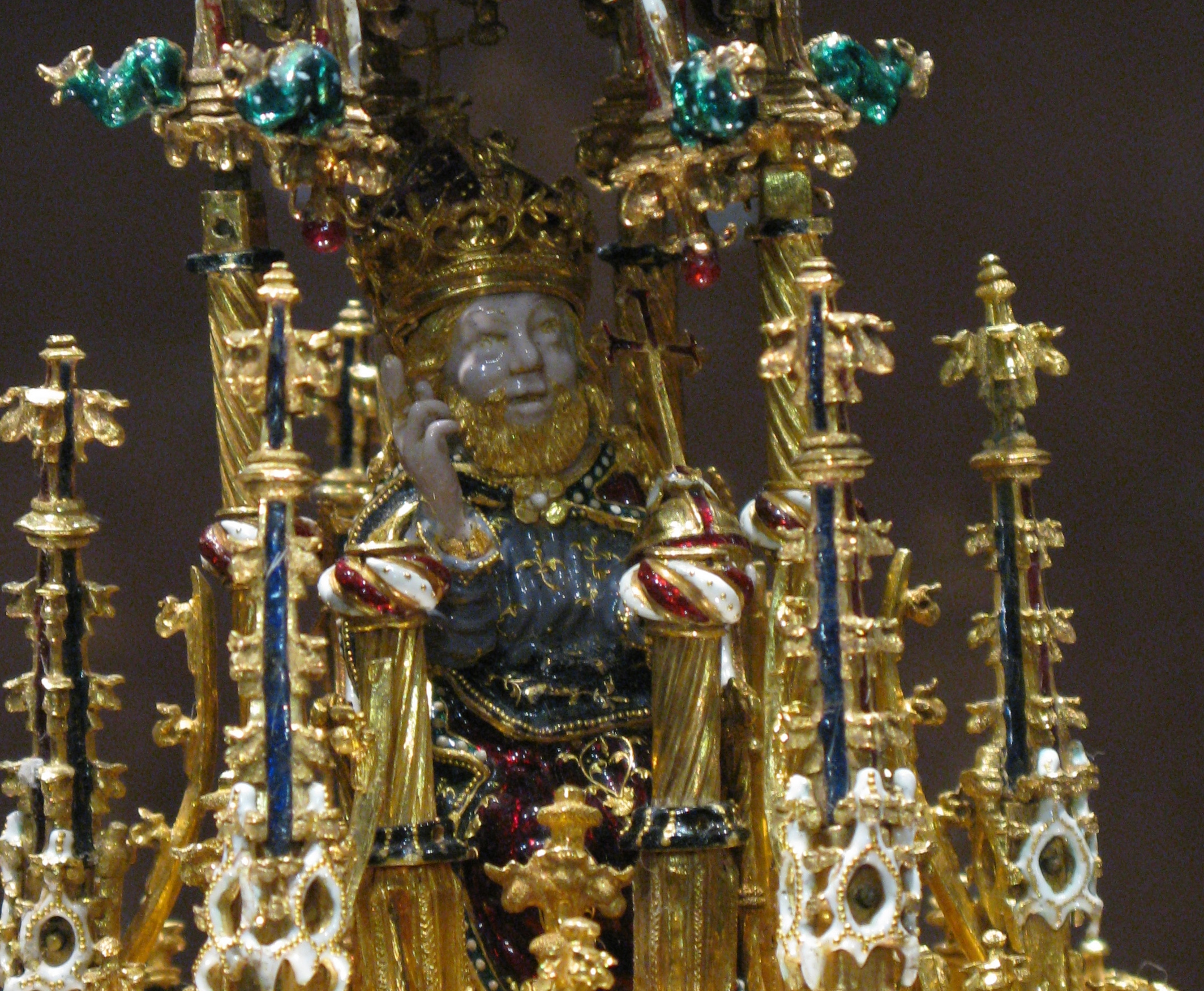
Deus Pai
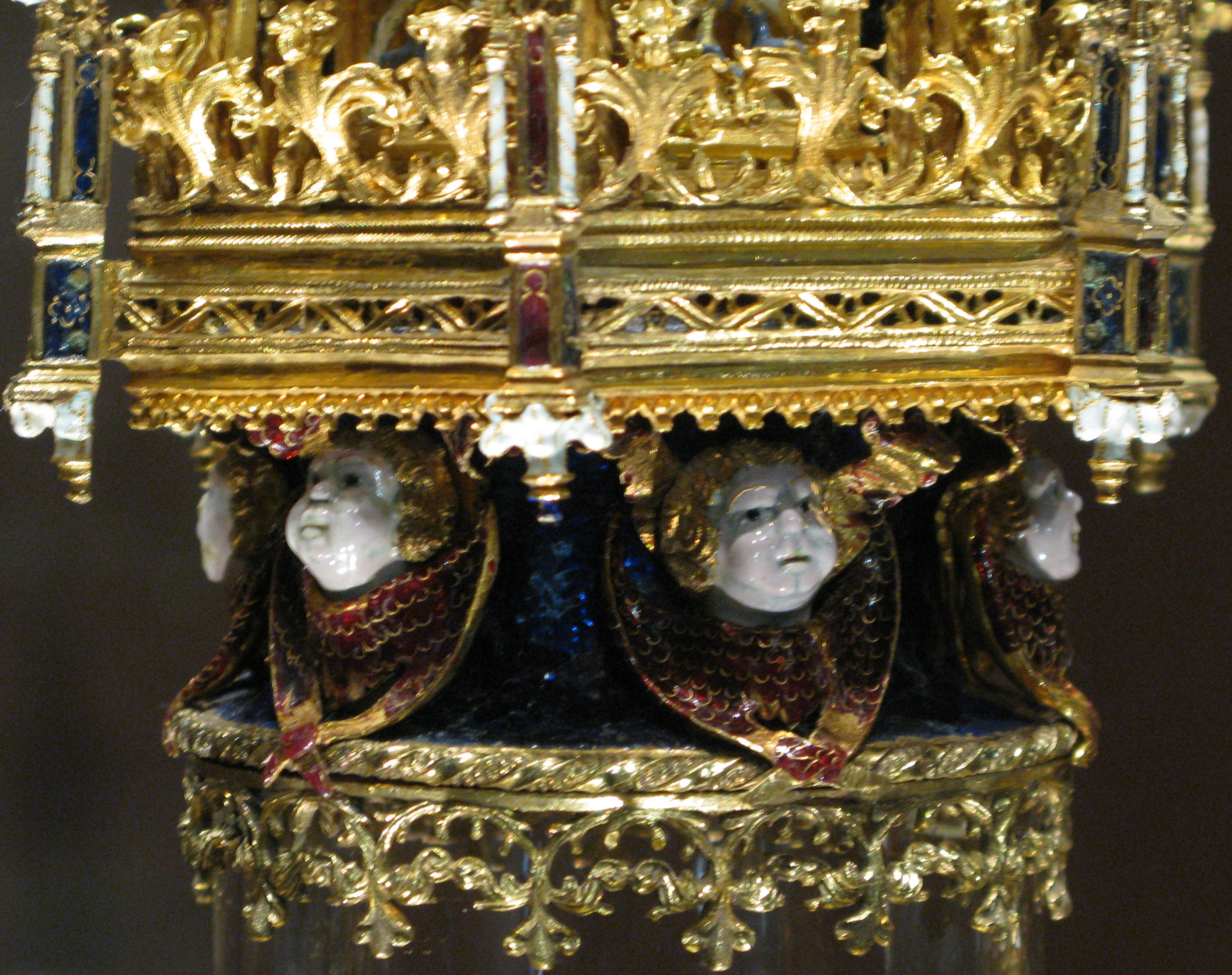
Anjos
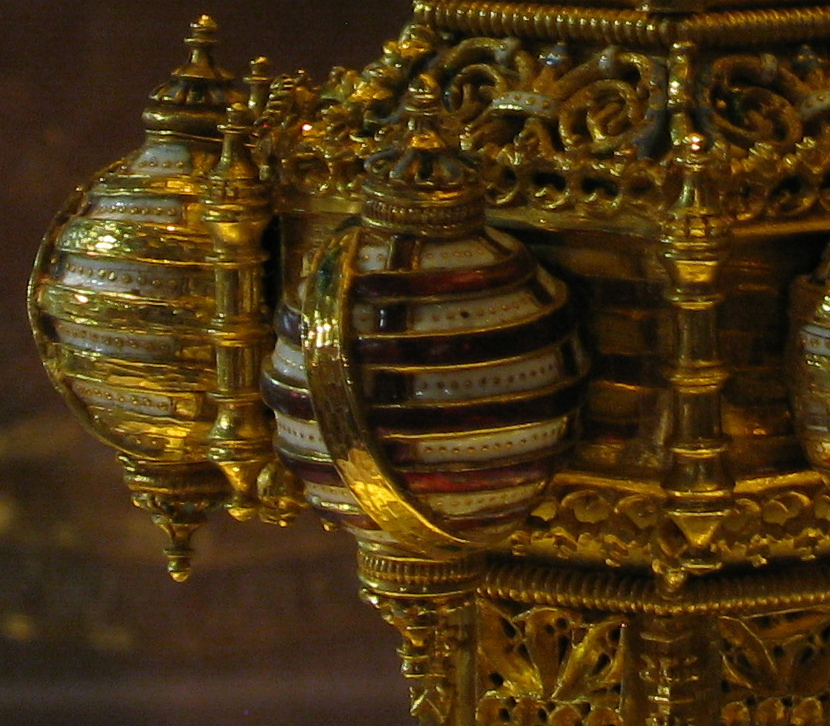
Esfera Armilar
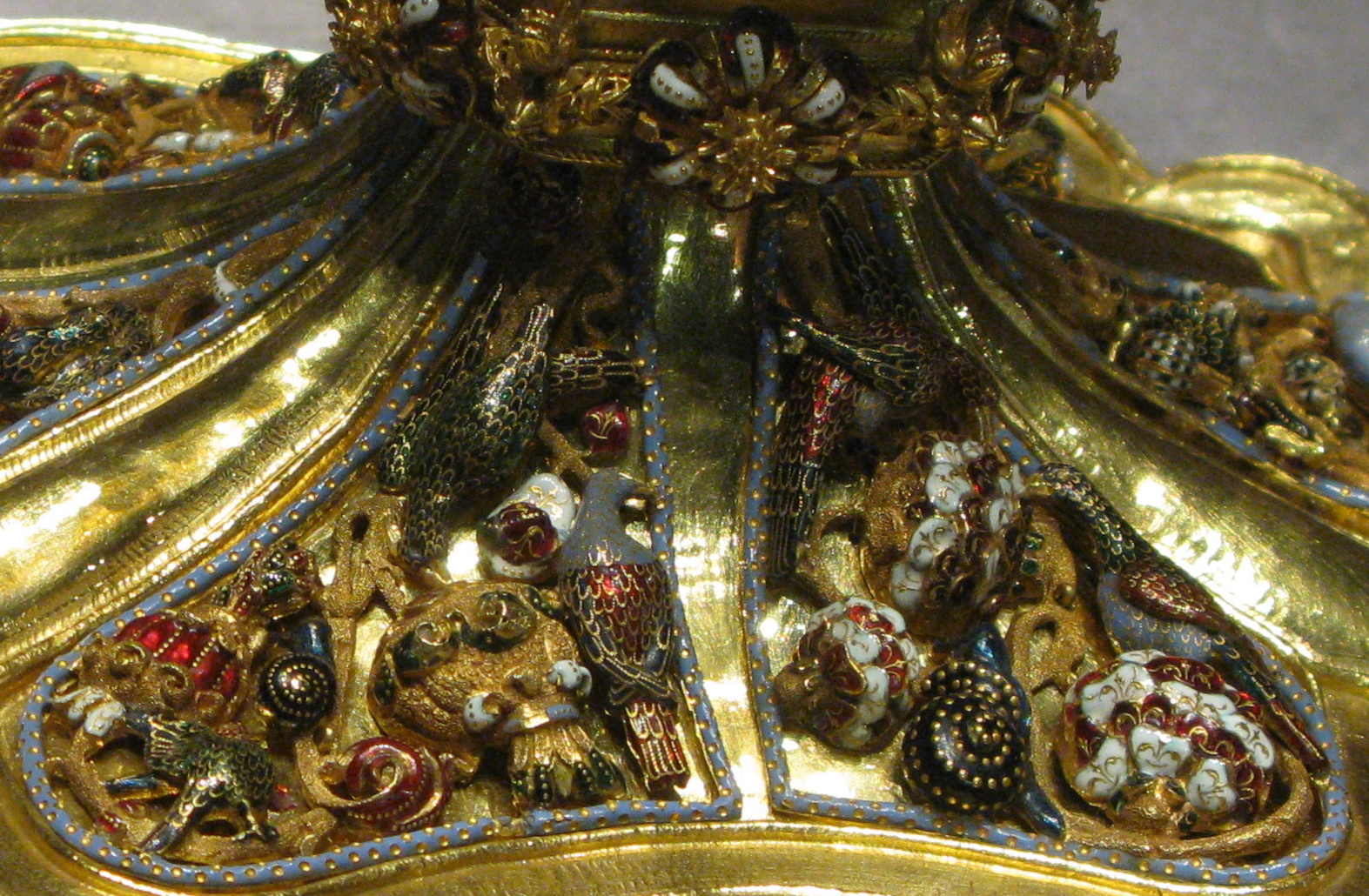
Animais e Plantas na base
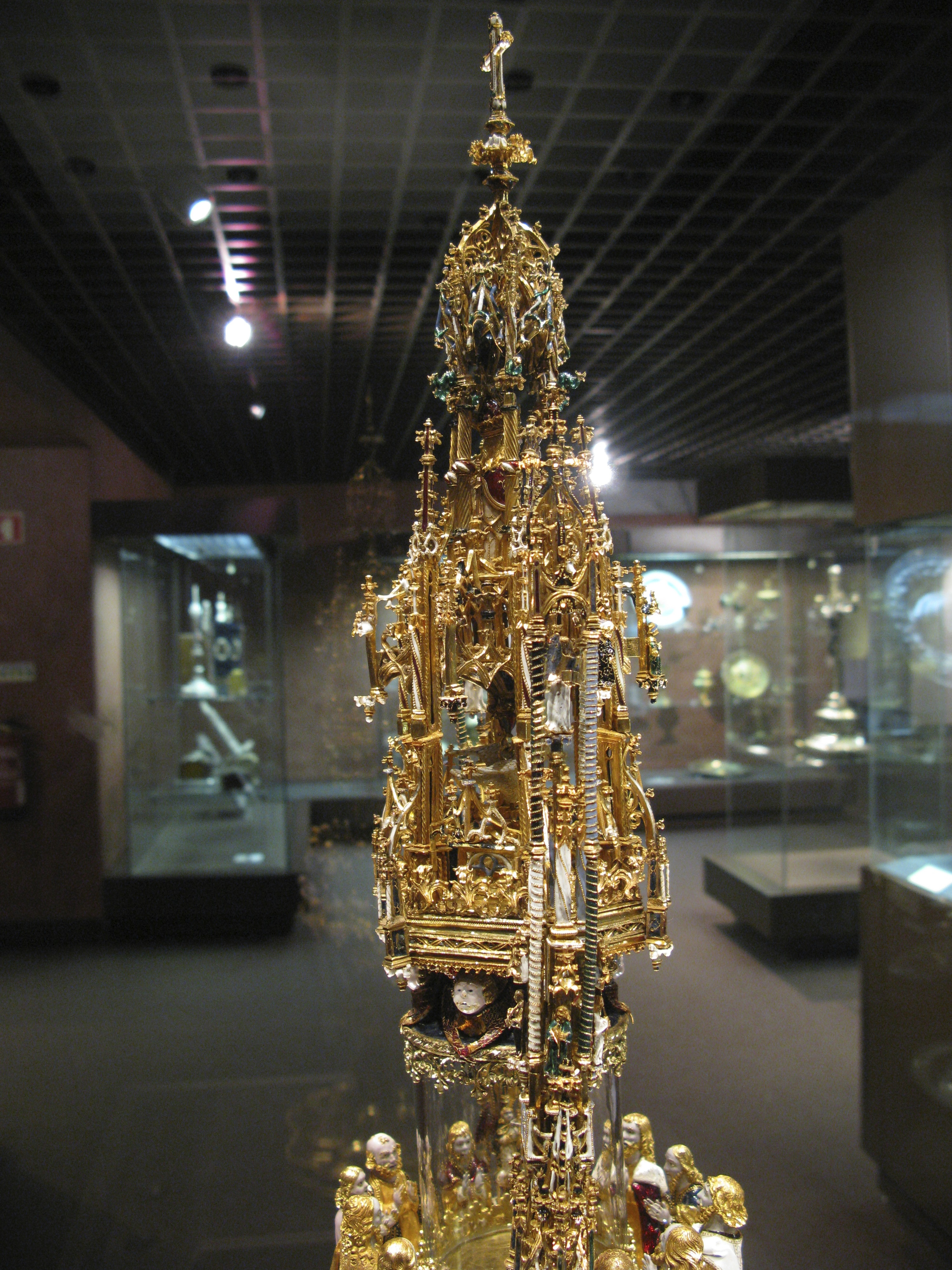
Vista Geral Lateral
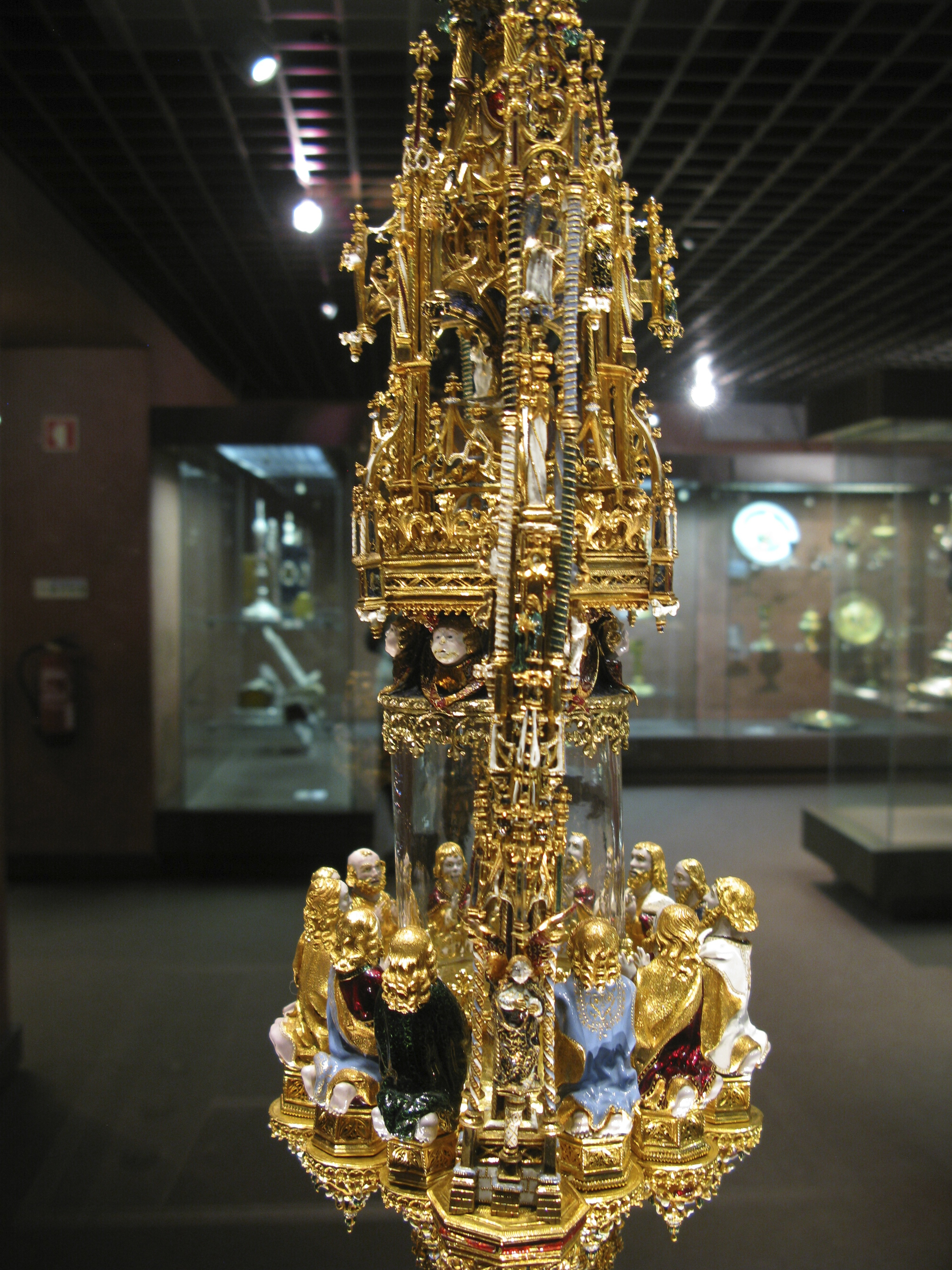
Vista Geral por trás
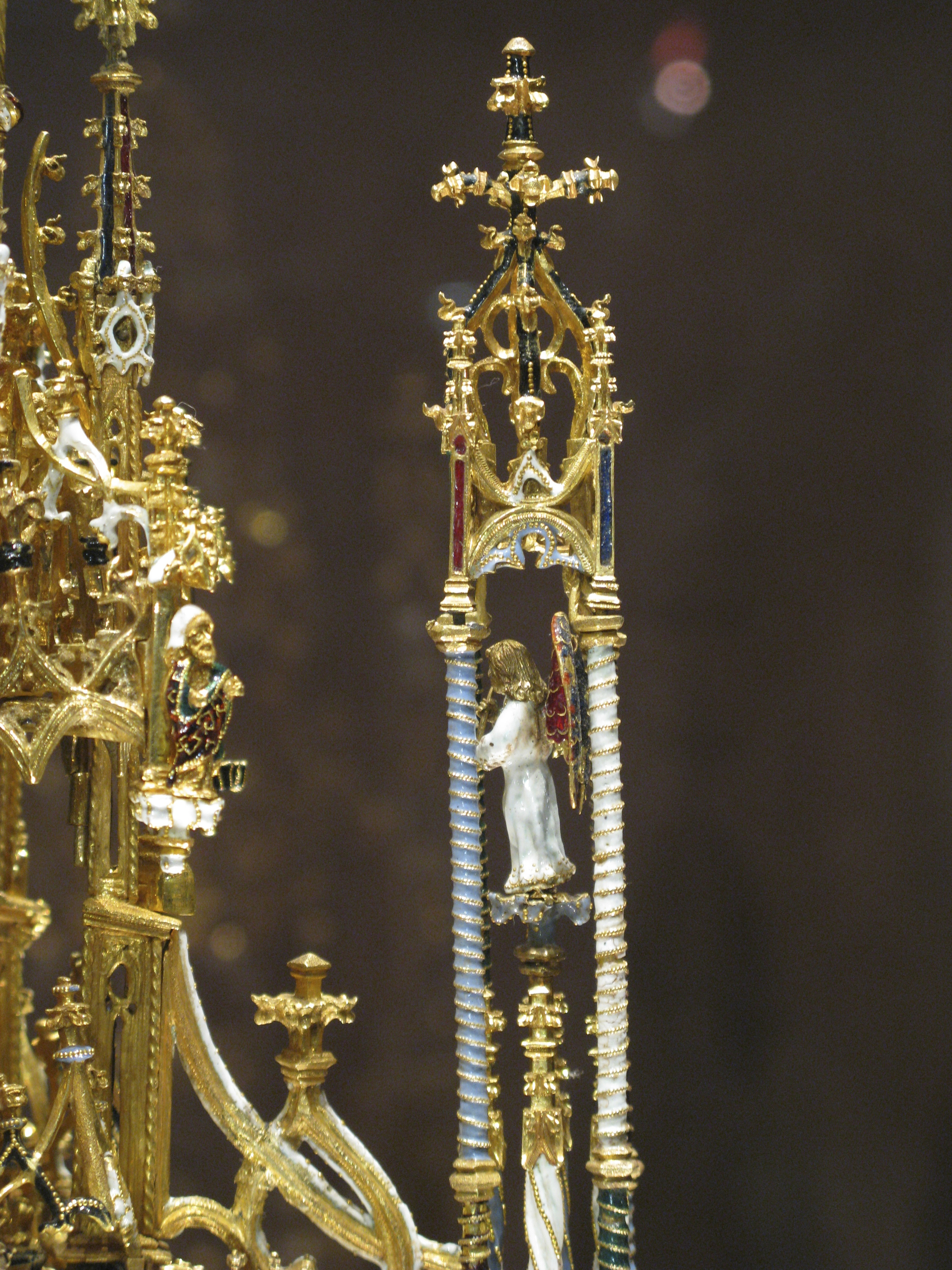
1 dos 3 Profetas ainda presentes (à esq.) Anjo à direita
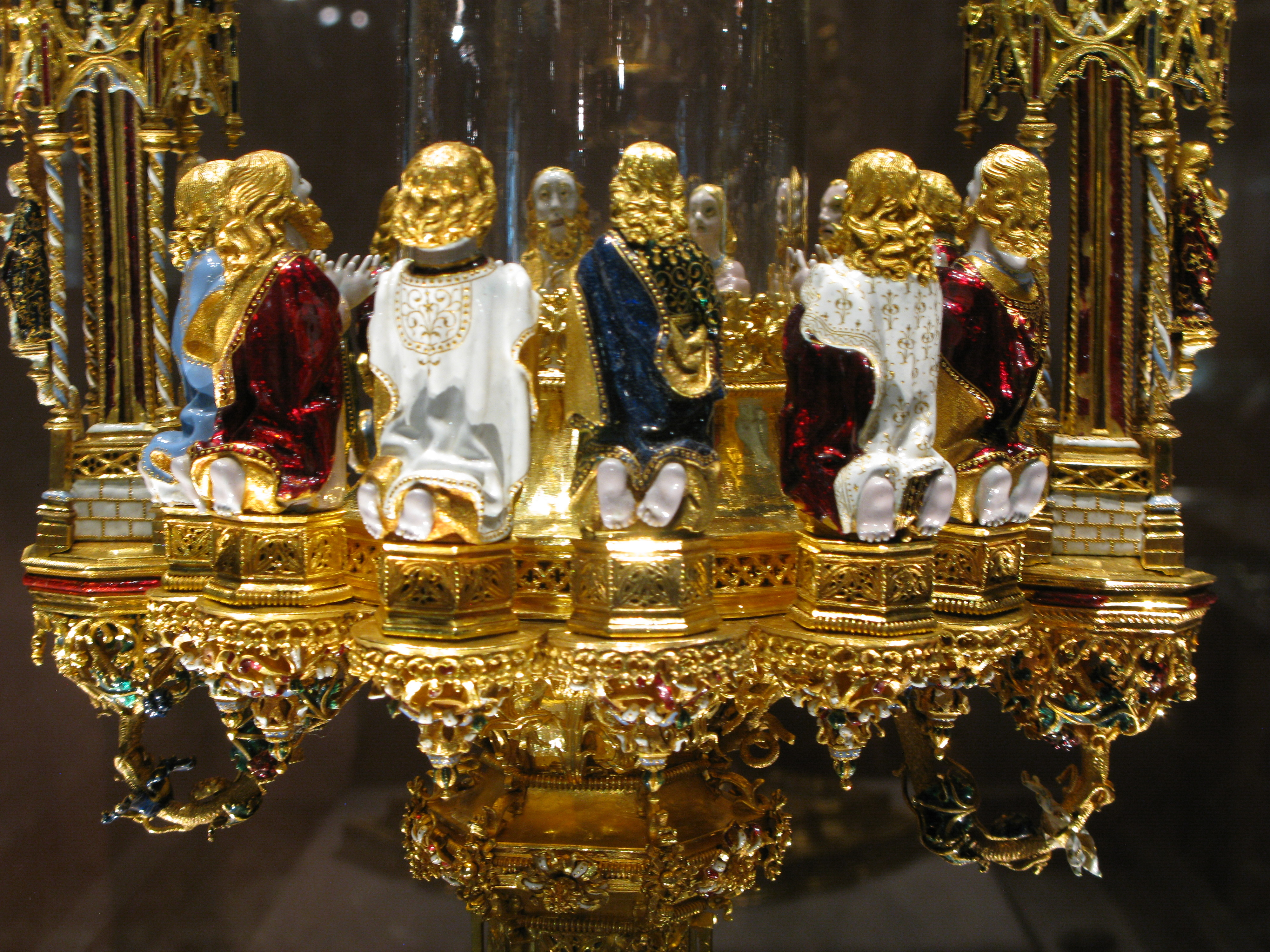
Doze Apóstolos
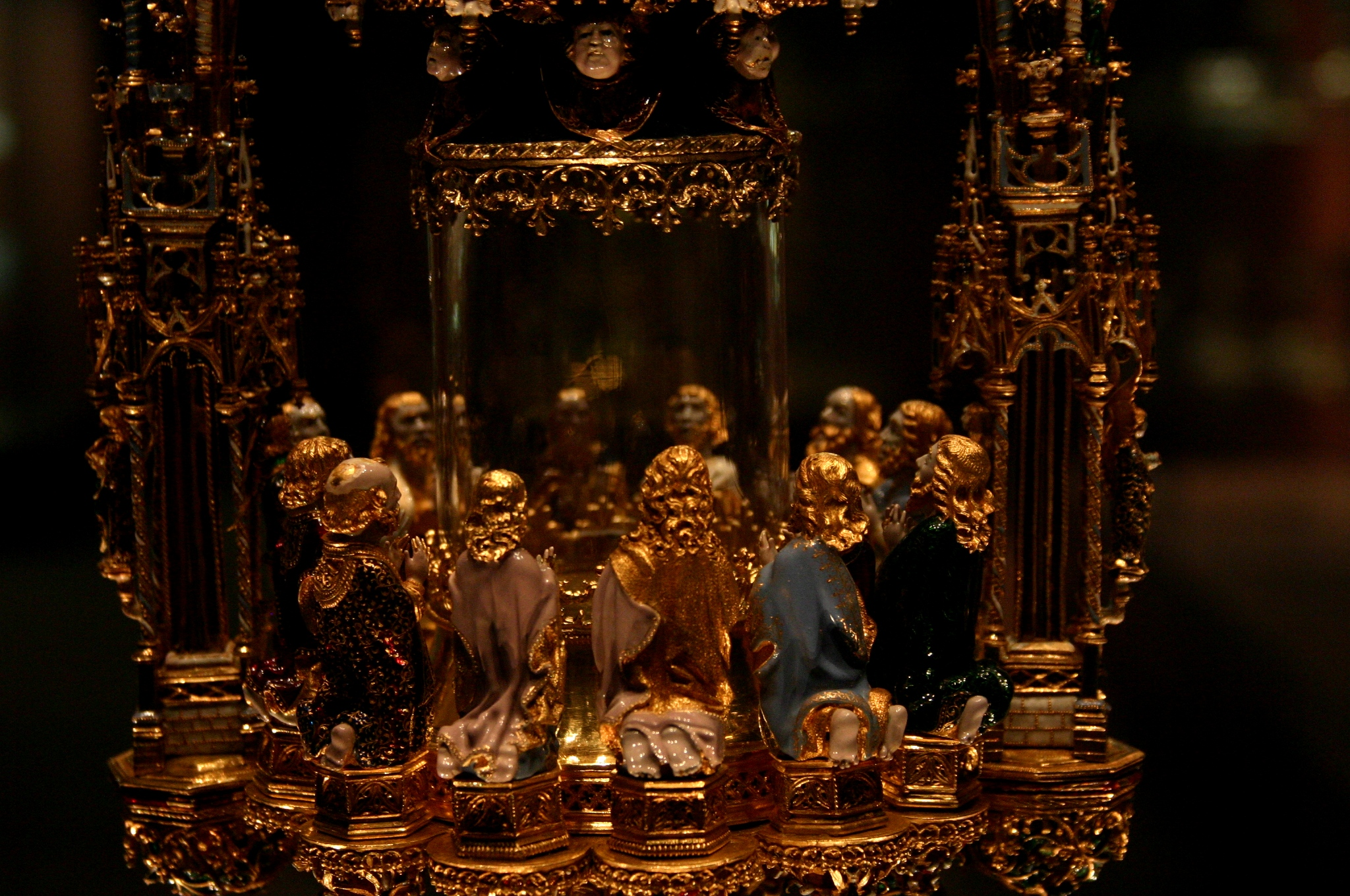
Doze Apóstolos
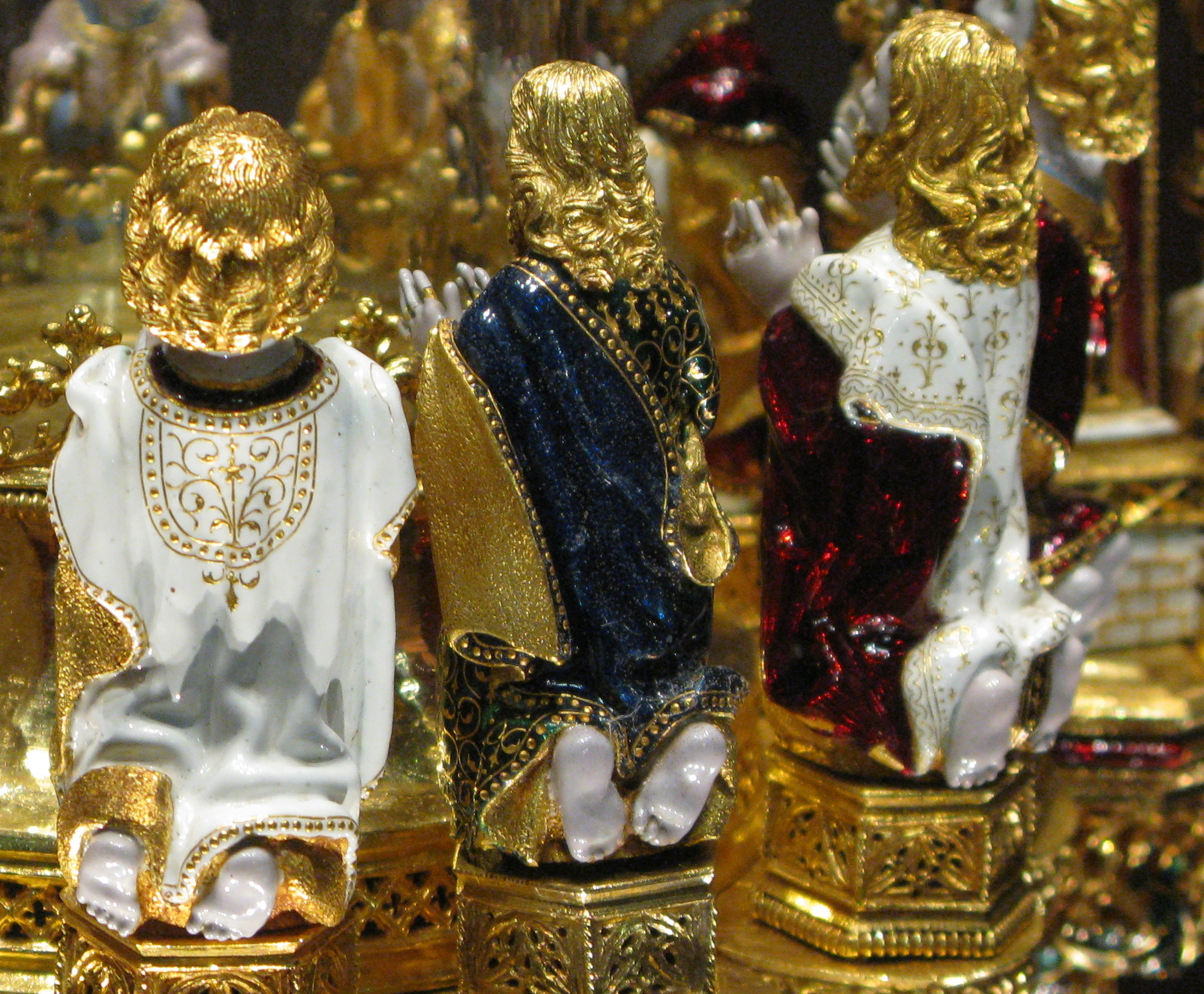
Pormenor do detalhe nas capas e dos pés dos Doze Apóstolos
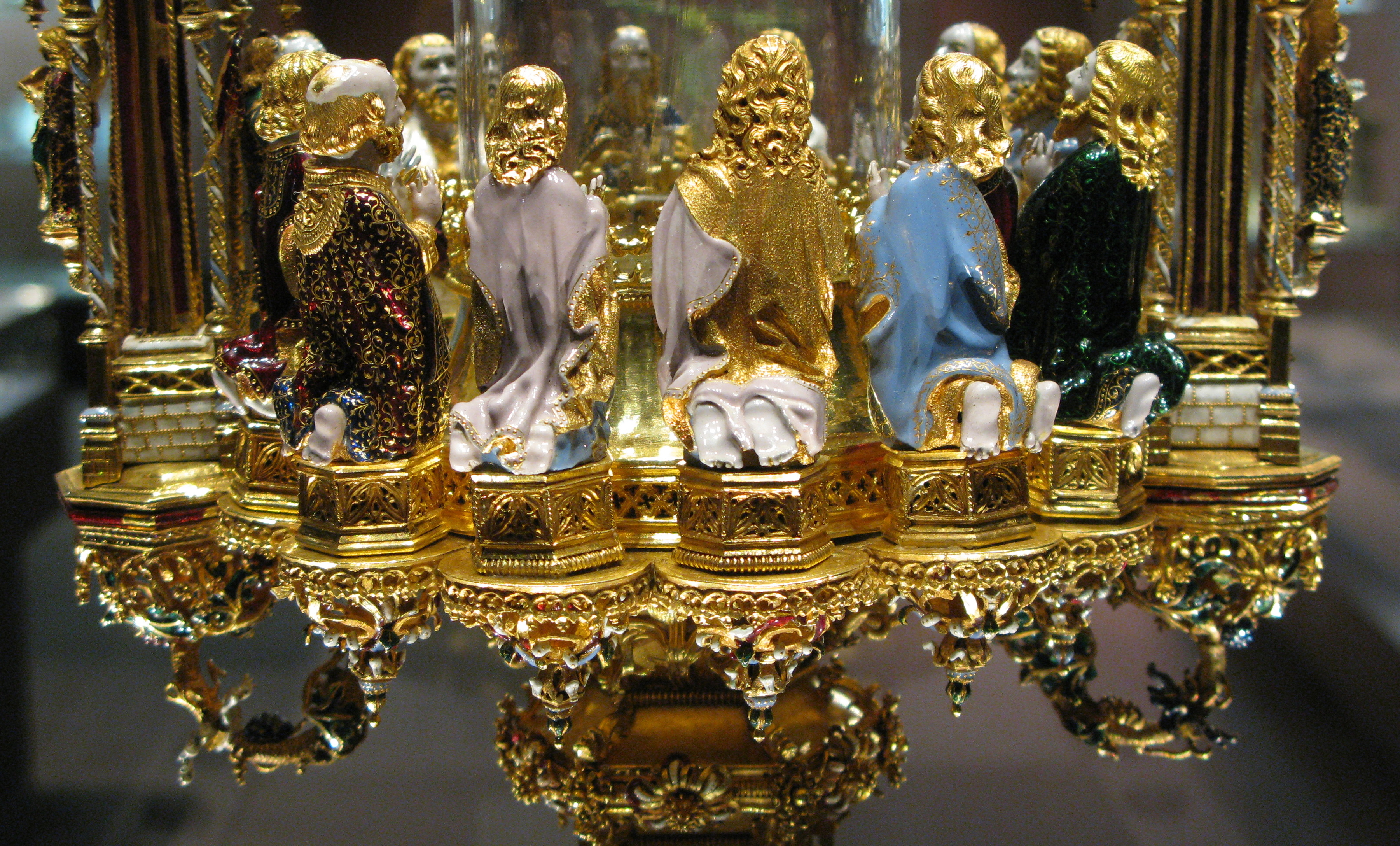
Doze Apóstolos
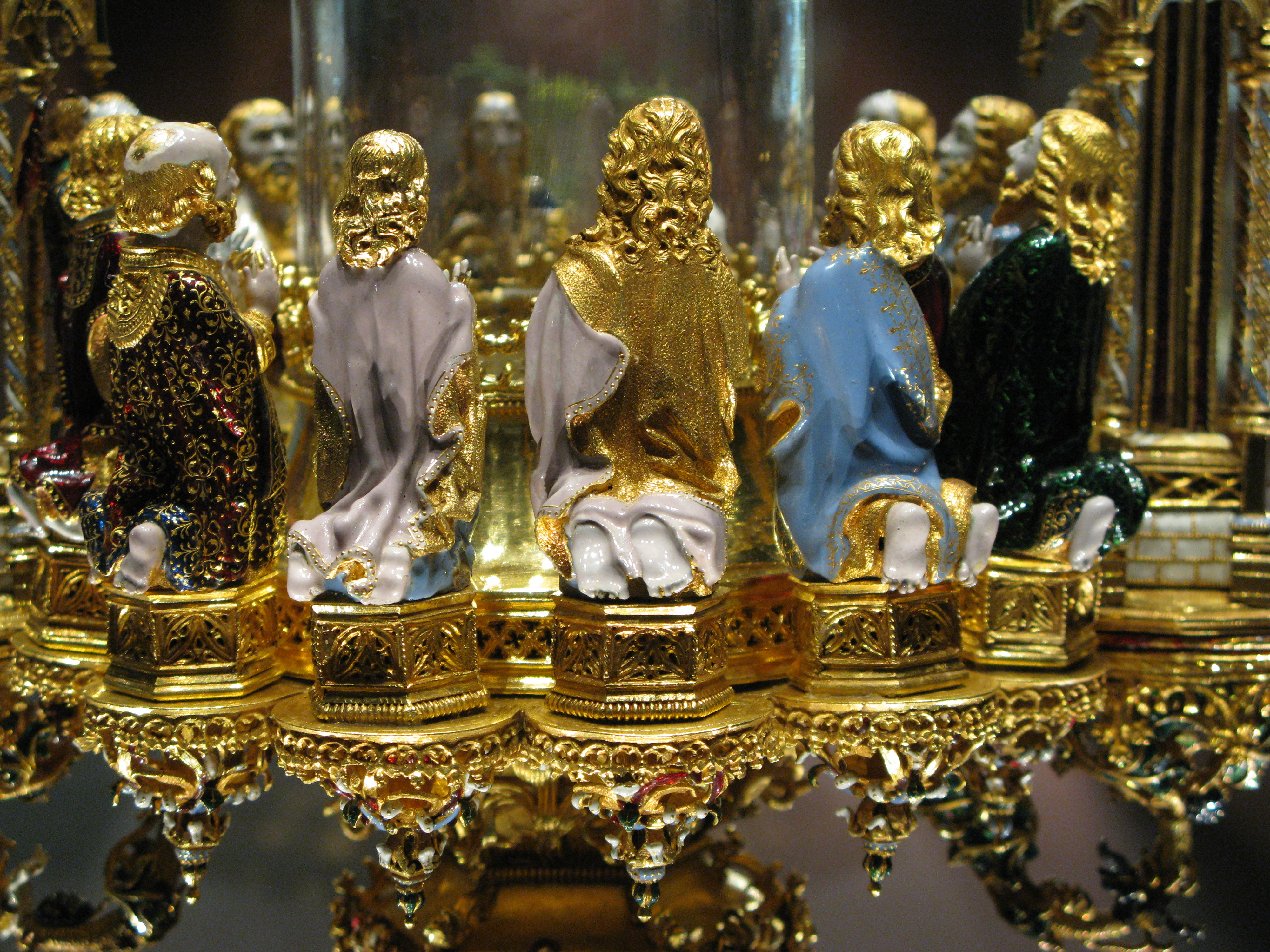
Doze Apóstolos